# Anzu wyliei
Anzu (denumit după Anzû⁠(en)[traduceți], monstrul cu pene din mitologia sumeriană) este un gen de dinozaur oviraptorozaurian din Cretacicul târziu, în urmă cu aproximativ 68–66 milioane de ani în urmă. Specia tip este Anzu wyliei, trei schelete aproape complete au fost descoperite în formațiunea geologică Hell Creek din Dakota, SUA. Descrierea a fost realizată de către paleontologi ai muzeelor Smithsonian și Carnegie Museum of Natural History din Pittsburgh, cele trei schelete fiind expuse la ultimul. Dinozaurul avea o lungime de până la 3,5 m, o înălțime de aproximativ 1,5 m și o greutate de cca. 225 kg. Cu excepția cozii lungi, Anzu wyliei seamăna cu o pasăre de mari dimensiuni care nu poate zbura. Anzu wyliei avea pene pe membrele superioare și coadă, un cioc fără dinți și o creastă înaltă în vârful craniului. Gâtul și membrele inferioare erau lungi și subțiri. Spre deosebire de păsări, Anzu wyliei avea gheare la extremitățile membrelor superioare.